# American Hockey League 1949-1950
La stagione 1949-1950 è stata la 14ª edizione della American Hockey League, la più importante lega minore nordamericana di hockey su ghiaccio. Il calendario si allungò ulteriormente fino a raggiungere quota 70 partite. La stagione vide al via dieci formazioni e al termine dei playoff gli Indianapolis Capitals conquistarono la loro seconda Calder Cup sconfiggendo i Cleveland Barons 4-0.

## Modifiche
- I Philadelphia Rockets si sciolsero.
- I Washington Lions si trasferirono nell'Ohio a Cincinnati diventando i Cincinnati Mohawks.
- I Buffalo Bisons si scambiarono di divisione con i Cincinnati Mohawks.

## Stagione regolare

### Classifiche
East Division
|  | Pos. | Squadra             | Pt | G  | V  | S  | N  | GF  | GS  | DR  |
|  | ---- | ------------------- | -- | -- | -- | -- | -- | --- | --- | --- |
|  | 1.   | Buffalo Bisons      | 73 | 70 | 32 | 29 | 9  | 226 | 208 | +18 |
|  | 2.   | Providence Reds     | 71 | 70 | 34 | 33 | 3  | 268 | 267 | +1  |
|  | 3.   | Springfield Indians | 64 | 70 | 28 | 34 | 8  | 245 | 258 | -13 |
|  | 4.   | New Haven Ramblers  | 58 | 70 | 24 | 36 | 10 | 196 | 250 | -54 |
|  | 5.   | Hershey Bears       | 52 | 70 | 21 | 39 | 10 | 229 | 310 | -81 |

West Division
|  | Pos. | Squadra               | Pt  | G  | V  | S  | N  | GF  | GS  | DR   |
|  | ---- | --------------------- | --- | -- | -- | -- | -- | --- | --- | ---- |
|  | 1.   | Cleveland Barons      | 100 | 70 | 45 | 15 | 10 | 357 | 230 | +127 |
|  | 2.   | Indianapolis Capitals | 81  | 70 | 35 | 24 | 11 | 267 | 231 | +36  |
|  | 3.   | St. Louis Flyers      | 76  | 70 | 34 | 28 | 8  | 258 | 250 | +8   |
|  | 4.   | Pittsburgh Hornets    | 73  | 70 | 29 | 26 | 15 | 215 | 185 | +30  |
|  | 5.   | Cincinnati Mohawks    | 52  | 70 | 19 | 37 | 14 | 185 | 257 | -72  |

Legenda:

      Ammesse ai Playoff
Note:

Due punti a vittoria, un punto a pareggio, zero a sconfitta.

### Statistiche
Classifica marcatori
| Giocatore     | Squadra            | PG | Gol | Assist | Punti |
| ------------- | ------------------ | -- | --- | ------ | ----- |
| Les Douglas   | Cleveland Barons   | 67 | 32  | 68     | 100   |
| Ab DeMarco    | Buffalo Bisons     | 70 | 40  | 54     | 94    |
| John Chad     | Providence Reds    | 70 | 36  | 54     | 90    |
| Pete Leswick  | Cleveland Barons   | 64 | 36  | 50     | 86    |
| Jack Gordon   | New Haven Ramblers | 70 | 23  | 60     | 83    |
| Cliff Simpson | St. Louis Flyers   | 56 | 31  | 52     | 83    |
| Fred Thurier  | Cleveland Barons   | 57 | 30  | 52     | 82    |
| Bob Carse     | Cleveland Barons   | 69 | 30  | 52     | 82    |
| Jack McGill   | Providence Reds    | 66 | 24  | 58     | 82    |
| Bill McComb   | St. Louis Flyers   | 61 | 31  | 49     | 81    |
|               |                    |    |     |        |       |

Classifica portieri
| Giocatore     | Squadra                 | PG | MGS  |  |
| ------------- | ----------------------- | -- | ---- |  |
| Al Rollins    | 2 franchigie (CLE, PIT) | 26 | 2.31 |  |
| Connie Dion   | Buffalo Bisons          | 34 | 2.71 |  |
| Gilles Mayer  | Pittsburgh Hornets      | 50 | 2.84 |  |
| Terry Sawchuk | Indianapolis Capitals   | 61 | 3.08 |  |
| Gordie Bell   | Buffalo Bisons          | 36 | 3.17 |  |
|               |                         |    |      |  |

## Playoff
|  | Primo turno | Primo turno           | Primo turno           |                       |                 | Semifinali      | Semifinali     | Semifinali |  |  | Calder Cup | Calder Cup | Calder Cup |  |
|  |             |                       |                       |                       |                 |                 |                |            |  |  |            |            |            |  |
|  |             |                       |                       |                       |                 | E1              | Buffalo Bisons | 1          |  |  |            |            |            |  |
|  |             |                       |                       |                       |                 | E1              | Buffalo Bisons | 1          |  |  |            |            |            |  |
|  |             |                       | W1                    | Cleveland Barons      | 4               |                 |                |            |  |  |            |            |            |  |
|  |             |                       |                       | Cleveland Barons      | 4               |                 |                |            |  |  |            |            |            |  |
|  |             |                       |                       |                       |                 |                 |                |            |  |  |            |            |            |  |
|  |             |                       |                       |                       |                 |                 |                |            |  |  |            |            |            |  |
|  |             | Cleveland Barons      | Cleveland Barons      | 0                     |                 |                 |                |            |  |  |            |            |            |  |
|  |             |                       |                       |                       |                 |                 |                |            |  |  |            |            |            |  |
|  |             |                       | Indianapolis Capitals | Indianapolis Capitals | 4               |                 |                |            |  |  |            |            |            |  |
|  | E2          | Providence Reds       | Indianapolis Capitals | Indianapolis Capitals | 4               | 2               |                |            |  |  |            |            |            |  |
|  | E2          | Providence Reds       |                       |                       |                 |                 |                |            |  |  |            |            |            |  |
|  | E3          | Springfield Indians   | 0                     |                       |                 |                 |                |            |  |  |            |            |            |  |
|  | E3          | Springfield Indians   | 0                     |                       | Providence Reds | Providence Reds | 0              |            |  |  |            |            |            |  |
|  |             |                       |                       |                       | Providence Reds | Providence Reds | 0              |            |  |  |            |            |            |  |
|  |             |                       | Indianapolis Capitals | Indianapolis Capitals | 2               |                 |                |            |  |  |            |            |            |  |
|  | W2          | Indianapolis Capitals | Indianapolis Capitals | Indianapolis Capitals | 2               | 2               |                |            |  |  |            |            |            |  |
|  | W2          | Indianapolis Capitals |                       |                       |                 |                 |                |            |  |  |            |            |            |  |
|  | W3          | St. Louis Flyers      | 0                     |                       |                 |                 |                |            |  |  |            |            |            |  |

## Premi AHL
- Calder Cup: Indianapolis Capitals
- F. G. "Teddy" Oke Trophy: Cleveland Barons
- Carl Liscombe Trophy: Les Douglas (Cleveland Barons)
- Dudley "Red" Garrett Memorial Award: Paul Meger (Buffalo Bisons)
- Harry "Hap" Holmes Memorial Award: Connie Dion (Buffalo Bisons)
- Les Cunningham Award: Les Douglas (Cleveland Barons)

### Vincitori
| Indianapolis Capitals | Portiere: Terry Sawchuk Difensori: Al Dewsbury, Ott Heller, Joe Lund, Max Quackenbush, Clare Raglan, Benny Woit Attaccanti: Fred Glover, Gordon Haidy, Pat Lundy, Doug McKay, Don Morrison, Rod Morrison, Nels Podolsky, Gerry Reid, Enio Sclisizzi, James Uniac, Lyall Wiseman Allenatore: Ott Heller |

### AHL All-Star Team
First All-Star Team
- Attaccanti: Bob Carse • Les Douglas • Pete Leswick
- Difensori: Pete Backor • Rollie McLenahan
- Portiere: Terry Sawchuk

Second All-Star Team
- Attaccanti: Paul Meger • Ab DeMarco • Roy Kelly
- Difensori: Al Dewsbury • Danny Sprout
- Portiere: Connie Dion